# Salorno (przystanek kolejowy)
Salorno (wł. Stazione di Salorno, niem. Bahnhof Salurn) – przystanek kolejowy w Salurn, w prowincji Bolzano, w regionie Trydent-Górna Adyga, we Włoszech. Znajduje się na linii Werona – Innsbruck.
Według klasyfikacji RFI ma kategorię brązową.